# Krab czerwony
Krab czerwony (Gecarcoidea natalis) – gatunek kraba lądowego, który występuje endemicznie na Wyspie Bożego Narodzenia i Wyspach Kokosowych (Keelinga) na Oceanie Indyjskim. Wedle szacunków, na samej pierwszej wyspie żyło kiedyś około 43,7 miliona dorosłych czerwonych krabów, choć jej powierzchnia jest stosunkowo niewielka. Uważa się, że niezamierzona introdukcja mrówek Anoplolepis gracilipes jest przyczyną śmierci około 10–15 milionów z nich w ostatnich latach. Pomimo ataków mrówek, krab czerwony nie został jak dotąd (stan w 2023) oszacowany przez Międzynarodową Unię Ochrony Przyrody (IUCN) i nie znajduje się w Czerwonej księdze gatunków zagrożonych. Kraby czerwone co rok masowo migrują do morza w celu złożenia tam jaj. Wydarzenie określa się jako „epickie” dla oka. Miliony osobników pojawiają się naraz, a zgromadzenie przypomina czerwony dywan. Jego skutkiem jest na przykład wstrzymanie ruchu drogowego.

## Charakterystyka
Osiągają duże rozmiary – pancerz może mieć do 11,6 cm szerokości. Samce krabów są na ogół większe niż samice, podobnie jest ze szczypcami. Natomiast dorosłe samice mają znacznie szerszy brzuch (co widoczne jest dopiero po trzecim roku życia).
Szczypce są zwykle tej samej wielkości, chyba że jeden zostanie okaleczony lub urwany – w takim przypadku kończyna z czasem się zregeneruje.
Ich najczęstszym kolorem jest jaskrawoczerwony, ale niektóre mogą być pomarańczowe lub – znacznie rzadziej – fioletowe.

## Środowiska życia i zachowania

### Zachowania
Podobnie jak większość krabów lądowych, używają skrzeli do oddychania, więc muszą stale utrzymywać wilgotność ciała. Unikają zatem bezpośredniego światła słonecznego, chociaż prowadzą dzienny tryb życia. Są prawie całkowicie nieaktywne nocą mimo panujących wówczas niższych temperatur i większej wilgotności.
Kopią nory, aby chronić się przed słońcem i zwykle pozostają w tej samej przez cały rok. W porze suchej zasłaniają wejście w celu zachowania wilgotności i nie ruszają się stamtąd przez 3 miesiące, aż do początku pory deszczowej.
Poza sezonem lęgowym kraby czerwone są terytorialnymi samotnikami, broniącymi swojej nory przed intruzami.

### Migracja i rozmnażanie

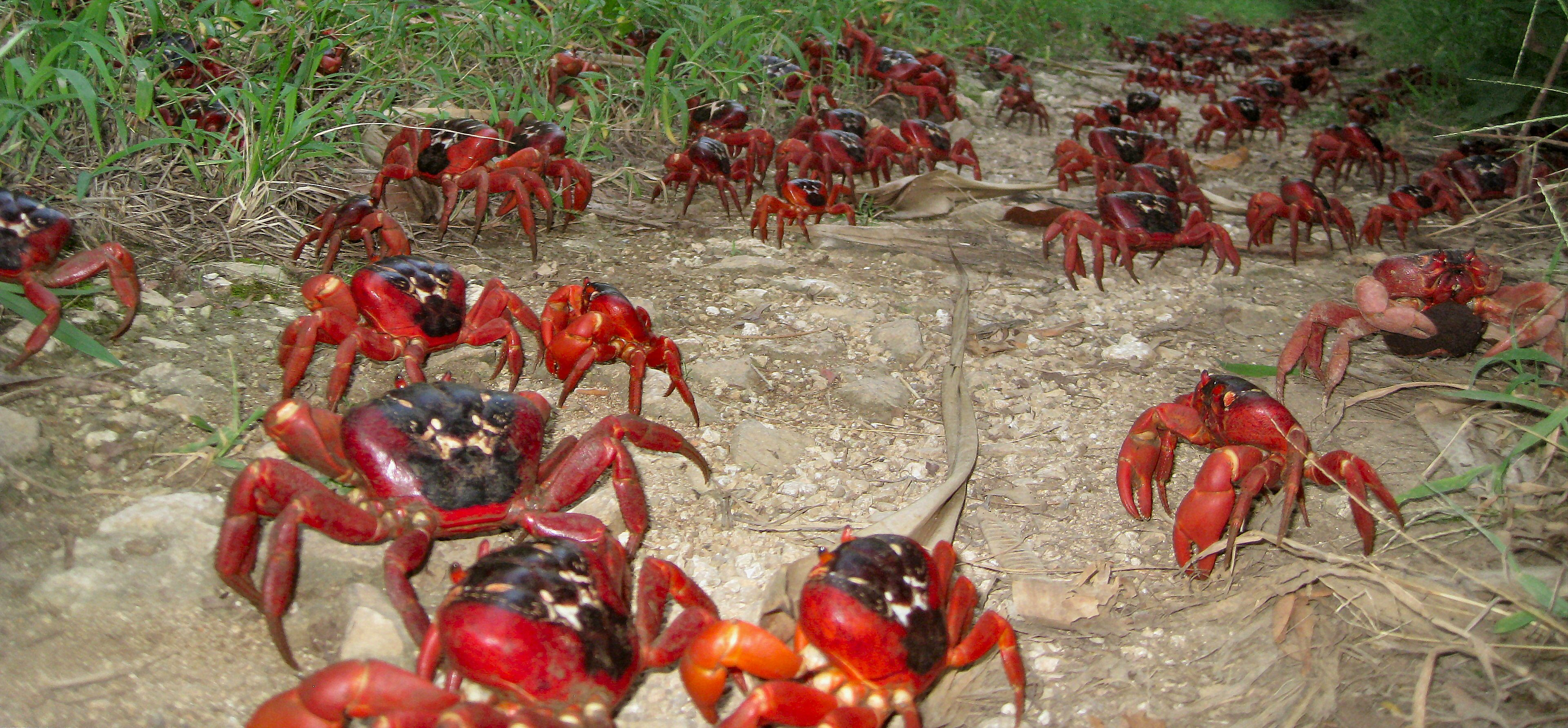
Kraby podczas corocznej migracji

Przez większość czasu można je spotkać w lasach Wyspy Bożego Narodzenia. Każdego roku na początku pory deszczowej (zwykle październik lub listopad) migrują jednak na wybrzeże. Czas ich migracji jest również powiązany z fazami Księżyca. Ma ona cel rozrodczy.
Tarlisko trwa co najmniej tydzień, przy czym samce zwykle przybywają przed samicami. Samce kopią przy brzegach nory i bronią ich przed konkurentami. Kopulacja odbywa się w tych norach lub w ich pobliżu. Wkrótce po niej samce wracają do lasu. Samice pozostają pod ziemią przez dwa tygodnie; w tym okresie składają jaja i inkubują je w worku brzusznym, aby ułatwić rozwój młodych. Jaja wypuszczane są do oceanu dokładnie w szczycie pływu podczas ostatniej kwadry Księżyca. Samice wracają do lasu, a larwy spędzają w słonej wodzie 3–4 tygodnie, po czym także wychodzą na ląd, jako młode kraby.

### Cykl życia

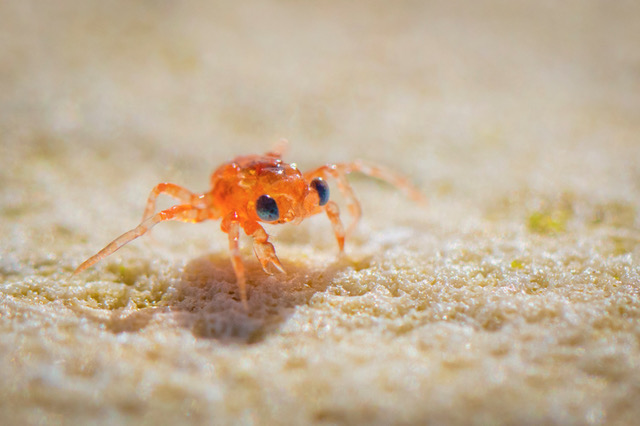
Larwa kraba czerwonego

Jaja uwolnione przez samice wykluwają się natychmiast po zetknięciu z wodą morską, a chmary larw wirują w pobliżu brzegu, dopóki nie przedostaną się na głębsze wody. W trakcie trzy- do czterotygodniowego pobytu tam przechodzą kilka stadiów larwalnych, ostatecznie przekształcając się w zwierzęta podobne do krewetek, zwane żywikami (megalopami). Megalopy gromadzą się w pobliżu brzegu na 1–2 dni, po czym przemieniają się w młode kraby o średnicy zaledwie 5 mm. Takie opuszczają wodę i wędrują 9 dni w głąb wyspy.
Przez pierwsze trzy lata życia młode kraby pozostają ukryte na dnie lasu – w wykrotach gruntu czy pod opadłymi gałęziami. Rozwijają się powoli, osiągając dojrzałość płciową w wieku około 4-5 lat. Wtedy zaczynają uczestniczyć w corocznej migracji. Dożywają mniej więcej 12 lat.
We wczesnych fazach rozwoju kraby czerwone linieją kilka razy. Osobniki dojrzałe linieją raz w roku; chowają się natenczas w norze.

### Odżywianie

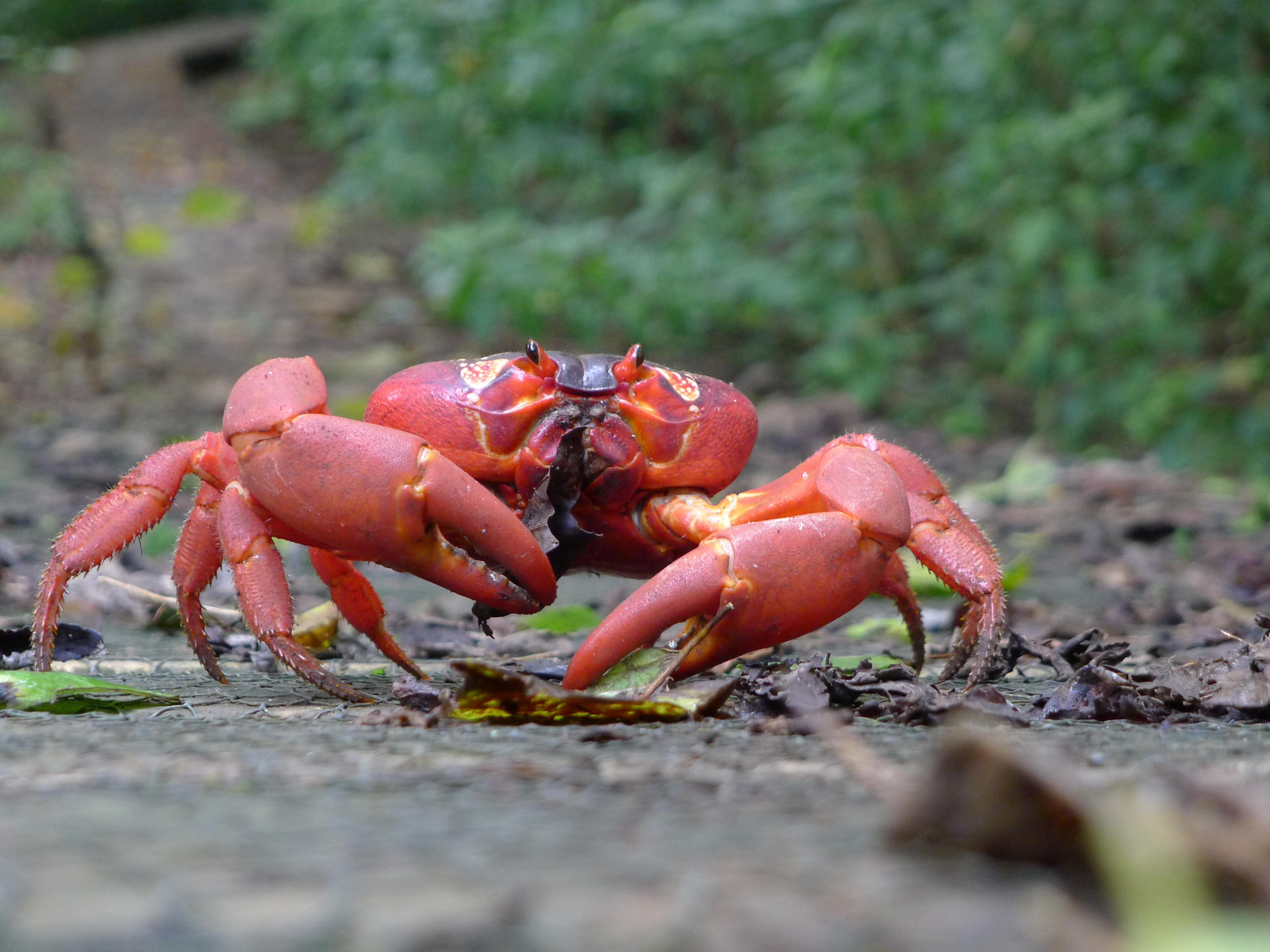
Krab czerwony jedzący suche liście

Można je określić oportunistami – są wszystkożercami, w tym padlinożercami. Zjadają głównie opadłe liście, owoce, kwiaty i siewki, ale żywią się także martwymi zwierzętami (w tym innymi czerwonymi krabami) i ludzkimi śmieciami. Przykładem gatunku zawleczonego, którym się posilają, jest ślimak Lissachatina fulica. Na dnie lasu gdzie żyją, żaden gatunek nie konkuruje z krabem czerwonym o pożywienie.

### Wrogowie naturalni

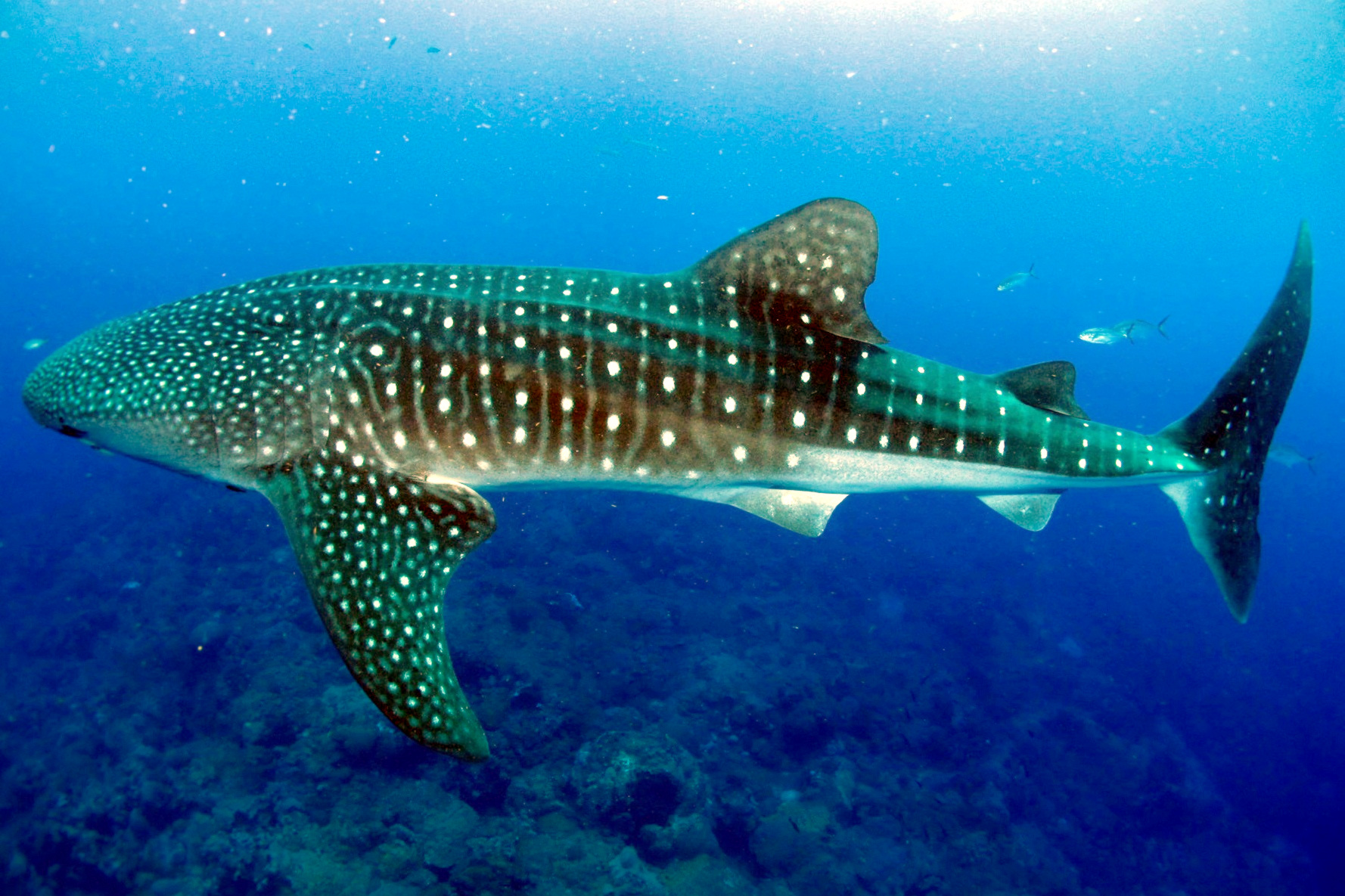
Rekin wielorybi jest jednym z nielicznych wrogów naturalnych kraba czerwonego

Dorosłe kraby czerwone nie mają na Wyspie Bożego Narodzenia naturalnych wrogów. Uważa się natomiast, iż Anoplolepis gracilipes – gatunek inwazyjny mrówki przypadkowo sprowadzony na Wyspę i do Australii z Afryki – zabił w ostatnich latach 10–15 milionów przedstawicieli gatunku, czyli od jednej czwartej do jednej trzeciej całej populacji. Wedle szacunków, mrówki te wyparły (łącznie z zabitymi) 15–20 milionów krabów czerwonych z ich środowiska.
W stadium larwalnym miliony osobników są zjadane przez ryby, w tym dużych rozmiarów gatunki filtrujące pokarm, jak manty i rekiny wielorybie, których pobyt na wodach wokół wyspy zbiega się z okresem lęgowym krabów.
Uwieczniono kamerami kraby palmowe polujące na kraby czerwone.
Pierwsi mieszkańcy Wyspy Bożego Narodzenia rzadko wspominali o tym gatunku. Możliwe zatem, że obecna wielkość populacji jest następstwem wymarcia w 1903 r. endemicznego gryziona – szczura płaczliwego (Rattus macleari), mogącego tę liczbę ograniczać.

## Populacja
Badania wykazały zagęszczenie 0,09–0,57 dorosłych krabów czerwonych na metr kwadratowy, co szacunkowo odpowiada liczebności 43,7 miliona osobników na Wyspie Bożego Narodzenia. Mniej danych dostępnych jest o populacji Wysp Kokosowych (Keelinga), lecz wiadomo, że tam liczebność jest stosunkowo niska. Na podstawie poszlak genetycznych wnioskuje się, że kraby czerwone przedostały się tam stosunkowo niedawno z głównego siedliska i można traktować te populacje jako jedną.

## Relacje z człowiekiem

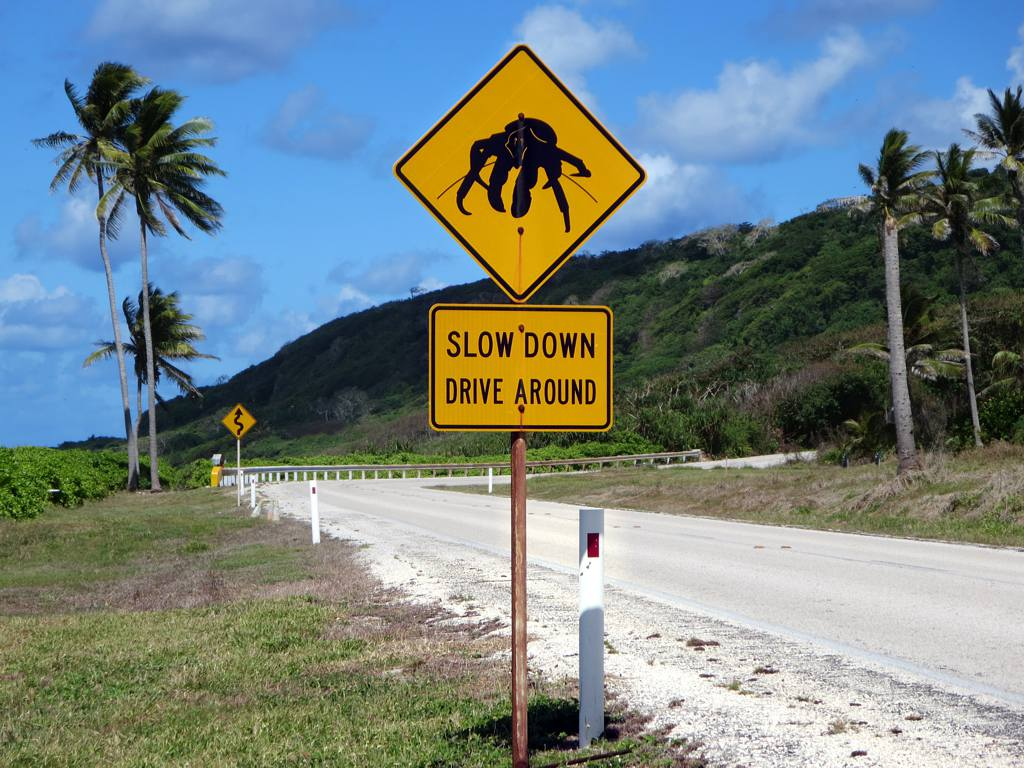
Znak drogowy ostrzegający przed krabami na Wyspie Bożego Narodzenia

Podczas corocznej migracji lęgowej kraby czerwone często muszą pokonać kilka pasów drogowych, by dotrzeć na wybrzeże i z powrotem. W rezultacie tysiące z nich ginie pod kołami pojazdów, a ich twardy pancerz jest w stanie przebić opony, co powoduje wypadki. Aby zapewnić bezpieczeństwo zarówno krabom, jak i ludziom, tamtejsi leśnicy dbają o bezpieczny przebieg migracji. Wzdłuż często uczęszczanych dróg stawiane są aluminiowe bariery, które kierują zwierzęta do małych przejść pod jezdnią. Na Wyspie powstał z myślą o nich także zielony most, zwany crab bridge. W ostatnich latach okoliczni mieszkańcy wykazują się większą wrażliwością i szacunkiem dla tych krabów, przez co kierują ostrożniej. To pomaga zminimalizować liczbę ofiar.
Małe wymiary, wysoka zawartość wody i niska jakość mięsa sprawiają, że kraby czerwone nie są uważane przez ludzi za jadalne.